# Franco Acosta
Franco Acosta Machado (Montevideo, 5 maart 1996 – Pando, 6 maart 2021) was een Uruguayaans voetballer die als aanvaller speelde. 

## Clubcarrière
Acosta kwam van de jeugdacademie van CA Fénix. Hij debuteerde tijdens het seizoen 2013/14 voor CA Fénix in de Uruguayaanse Primera División. Hij verruilde in januari 2015 CA Fénix voor Villarreal CF.
Op 6 maart 2021 werd een zoekactie gestart nadat hij die dag met zijn broer was gaan zwemmen maar niet meer boven water was gekomen. Twee dagen later werd zijn levenloze lichaam gevonden.